# 天鹅号
天鹅号是中国的第二型地效飞行器，結合了气垫技术和地面效应技术，由中國船舶工業集團公司於1998年验收，708研究所研制，求新造船厂建造，在天翼一号试飞后2个月研制成功。現停泊在淀山湖邊，之前亦曾在該湖试验航行。它长19米、宽13米、高5.2米。最大的起飞重量為7.5噸，可以载客15至20人。未飛離水面的時候，最高時速是80公里。飛離後最高是130公里。航行里數方面，可達到300公里。由於擁有气垫技术，天鹅号不需要特別的設備和碼頭，就可以自由上下岸。